# Stegonotus florensis
Espèce
Synonymes
- Lycodon florensis De Rooij, 1917
- Stegonotus sutteri Forcart, 1953

Statut de conservation UICN

 DD  : Données insuffisantes
Stegonotus florensis  est une espèce de serpents de la famille des Colubridae.

## Répartition
Cette espèce est endémique de Florès dans les Petites îles de la Sonde en Indonésie.

## Description
L'holotype de Stegonotus florensis mesure 568 mm dont 112 mm pour la queue.

## Étymologie
Son nom d'espèce, composé de flor[es] et du suffixe latin -ensis, « qui vit dans, qui habite », lui a été donné en référence au lieu de sa découverte.

## Publication originale
- De Rooij, 1917 : The Reptiles of the Indo-Australian Archipelago. II. Ophidia. Leiden (E. J. Brill), p. 1-334 (texte intégral).